# Дао (меч)

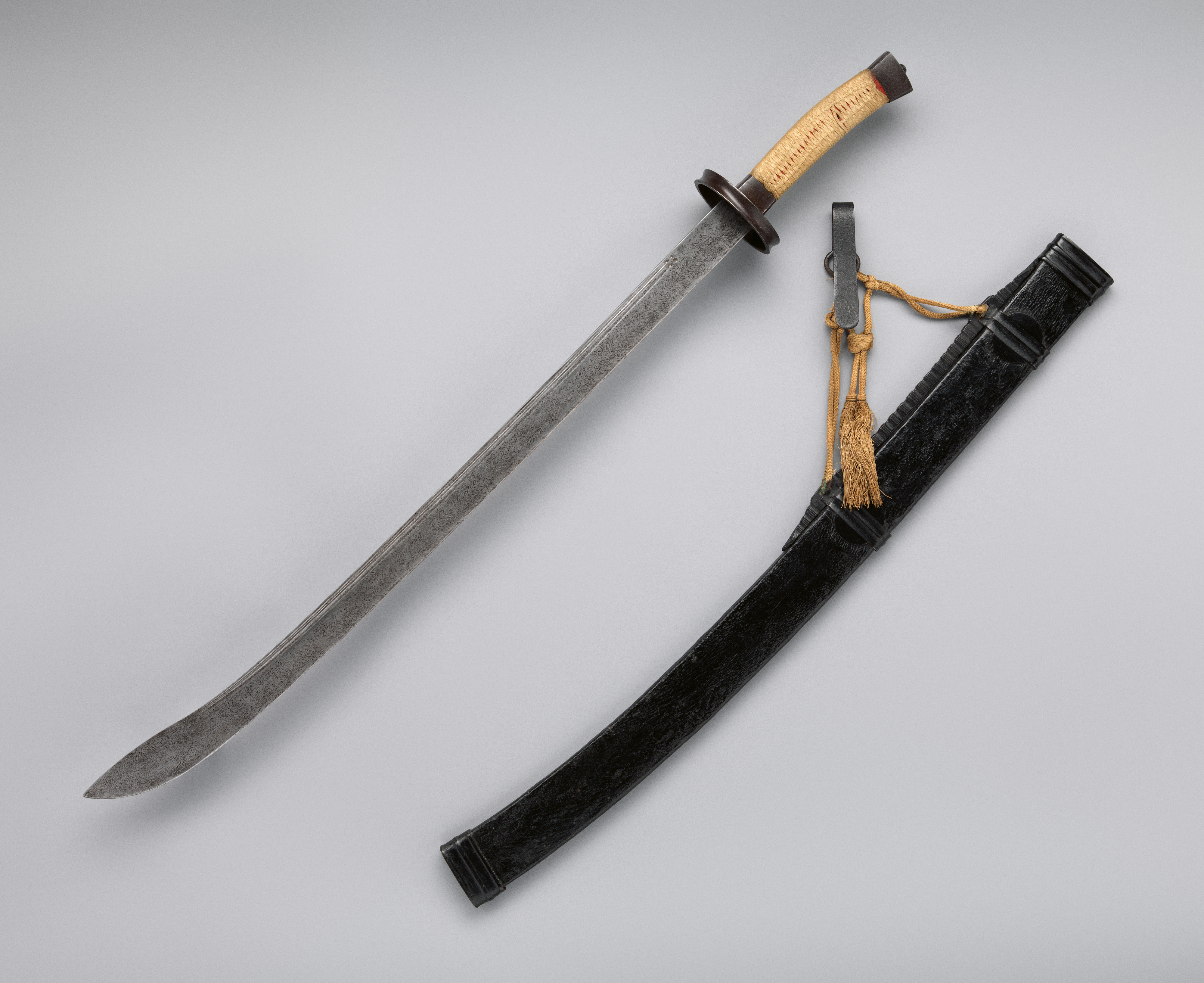
Китайський меч дао та піхви 18-го століття

Дао (кит.: 刀; піньїнь: dāo) — односічні китайські мечі, що в основному використовуються для відсікання та відрубування. Це найвідоміша форма меча, що знана як Китайська шабля, хоча мечі із ширшим лезом іноді називають китайським палашем. В Китаї, дао відносять до чотирьох традиційних видів озброєння разом із Гунь (палиця або жезл), Чань (спис), та Цинь (двосічний меч).

## Назва
В китайській мові, слово меч 刀 може вживатися для будь-якої зброї з однобічним лезом і як правило означає за змістом ніж. Через це, цей термін іноді перекладається як ніж. В контексті китайських бойових мистецтв і у військовій справі, як правило це слово означає більшу версію "меча" дао.

## Загальні характеристики
Хоча меч дао пережив багато змін на століття свого існування, більшість одноручних дао з часів династії Мін і після неї, а також сучасні мечі мають в основі певні спільні характеристики. Леза Дао помірно вигнуті й загострені з одного боку, хоча також можуть бути гострені на декілька сантиметрів з заднього краю; незначна вигнутість дозволяє їм бути досить ефективними при ударі. Руків'я іноді скошені, вигнуті у протилежному напрямі від леза що покращує керованість при деяких різновидах атак із порізами та ударами. Над деревиною руків'я часто намотують корд. Руків'я також можуть мати отвори, як у Цинь (прямий китайський меч), для прикріплення шнурів, хоча сучасні мечі замість того часто мають китиці або прив'язки. Гарди як правило дископодібні й часто мають чашоподібну форму. Це робилося з метою того, щоб у схованому стані вода не потрапляла на лезо, а також щоб кров не потрапляла на руків'я, що б ускладнювало її захват. Іноді гарди робляться із тоншого металу у s-подібній формі, нижня частина кривої захищає руку власника меча; дуже рідко вони мають гарди аналогічні як у мечів Цинь Цинь. 
До інших варіацій цього базового виду мечів відноситься великий меч Багуа Дао і меч із довгим руків'ям Пу Дао.